# Ballacrye

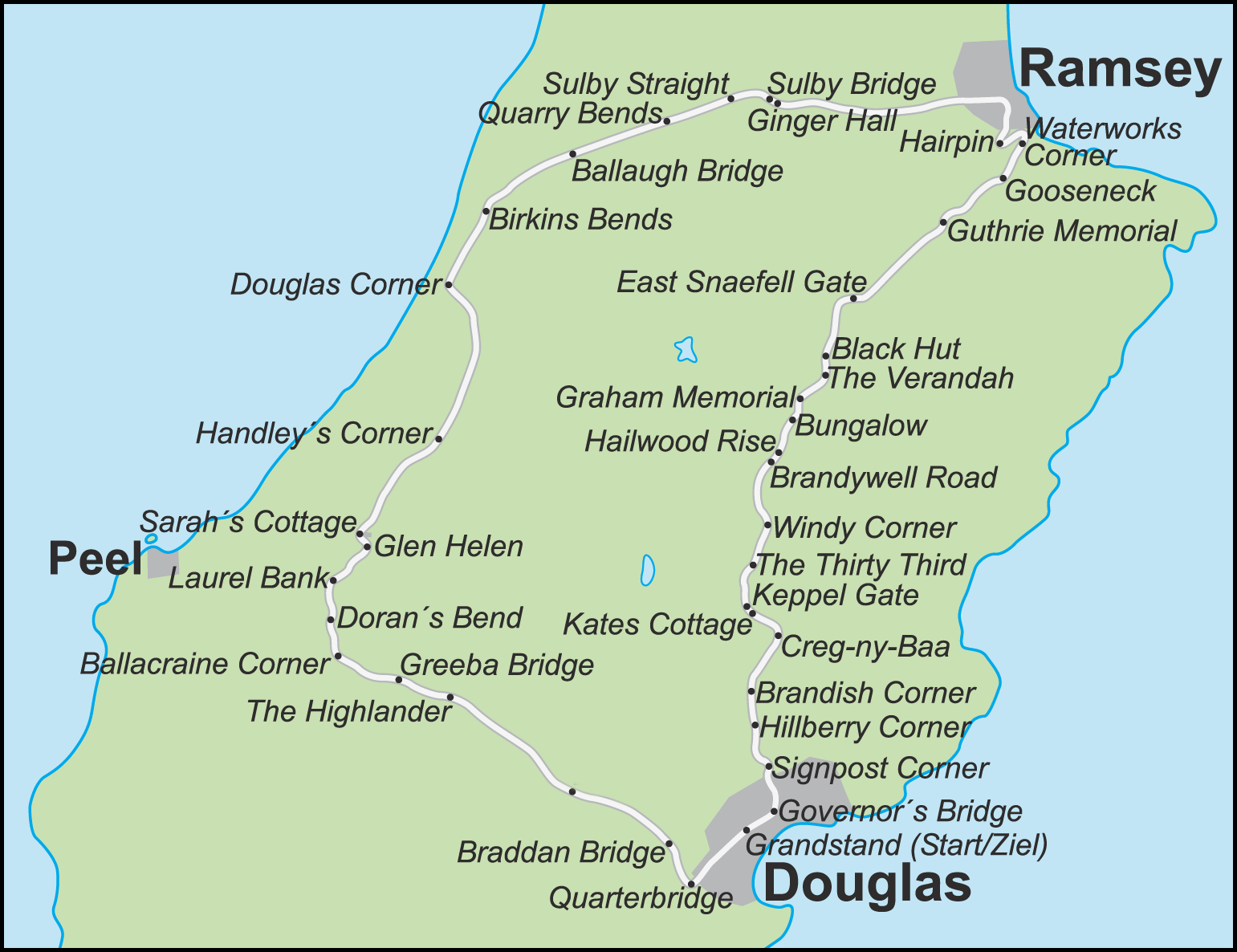
Ballacrye ligt op het noordoostelijk deel van de Mountain Course tussen Ballaugh Bridge en Quarry Bends

Ballacrye (Manx: Boerderij van McCray of Cry’s boerderij) is een markant punt op het eiland Man.
Het ligt langs de A3 Castletown-Ramsey in de civil parish Ballaugh.

## Isle of Man TT en Manx Grand Prix
| - Graham Walker beschreef in de jaren dertig een hele ronde over de Mountain Course, waarbij hij aandacht besteedde aan alle gevaarlijke en bijzondere plaatsen. Ballacrye stelde toen nog niets voor en werd in het verhaal niet genoemd. - Steve Hislop: "De motorfiets kan soms een beetje scheef landen. Ik heb er met mijn helm regelmatig een ruitje gebroken". - John McGuinness: "Het is een echte reuzensprong. Ik zou niet willen zien hoe ik daar overheen ga". - Zijspancoureur Dave Molyneux: "De motor drift de hele bocht door, en dat is nog niet afgelopen als je de sprong neemt. Het is een flinke vlucht". - In 2007, toen de snelheid hier nog maar 225 km/h was, slaagde de nieuwkomer Ian Mackman er niet in zijn motorfiets op tijd rechtop te krijgen. Hij landde scheef, waardoor zijn achterwiel van links naar rechts begon te slaan. Het duurde 200 meter voor hij de zaak weer onder controle kreeg, maar hij zei later: "Ik denk dat de toeschouwers me konden horen gillen, nog voordat de wielen de grond raakten". |

Ballacrye of “Ballacrye Corner” ligt ook bij de 18e mijlpaal van de Snaefell Mountain Course, het stratencircuit dat wordt gebruikt voor de Isle of Man TT en de Manx Grand Prix. Ballacrye maakte ook al deel uit van de Highroads Course en de Four Inch Course die gebruikt werden voor de Gordon Bennett Trial en de RAC Tourist Trophy van 1904 tot 1922.

### Circuitverloop
Nadat de coureurs het dorp Ballaugh via Gwen's met hoge snelheid verlaten, volgt een flauwe linker bocht, die officieel geen naam heeft, maar meestal "Ballacrye Corner" wordt genoemd. De bocht kan op zichzelf heel snel genomen worden, maar even verderop, bij Ballacrye Cottage, daalt de weg plotseling, waardoor de snelle motorfietsen van tegenwoordig even het luchtruim kiezen. Het probleem voor de coureurs is dat ze na Ballacrye Corner hun motorfiets heel snel rechtop moeten zetten, omdat ze anders geen controle hebben bij Ballacrye. Tot in de jaren vijftig was dit door de lagere snelheden geen probleem, John Surtees noemde het in die tijd "a safe jump" (een veilige sprong). In 1962 vielen Gary Hocking en Graham Smith, maar dat kwam omdat ze elkaar raakten. Tegenwoordig ligt de snelheid bij de sprong tussen 240 en 260 km/h.

## Gebeurtenissen bij Ballacrye
- Op 31 mei 2011 verongelukte de Yamaha-zijspancombinatie van Bill Currie en Kevin Morgan tijdens de training voor de Sidecar TT
- Op 27 mei 2013 verongelukte Yoshinari Matsushita met een 600cc Suzuki tijdens de training voor de Isle of Man TT.

(Markante punten in cursief zijn onofficiële punten of worden alleen gebruikt binnen Marshal Sectors)
1e mijl:
TT Grandstand ·
Nobles Park ·
St Ninian's Crossroads ·
Bray Hill ·
Ago's Leap ·
Quarterbridge Road ·
1st Milestone ·
2e mijl:
Wal Handley Memorial Seat ·
Quarterbridge ·
Port-y-Chee Meadow ·
Braddan Bridge ·
Jubilee Oak ·
Braddan Bridge House ·
Braddan Depot ·
Snugborough (Cronk Dhoo) ·
2nd Milestone ·
3e mijl:
Union Mills (Mullen Dhoo, Mwyllin Dhoo Aah, Mullin Doway) ·
Railway Inn ·
Ballahutchin Hill (Elm Bank Hill) ·
3rd Milestone ·
4e mijl:
Ballafreer ·
Glenlough ·
Ballagarey Corner ·
Glen Vine (Glen Darragh) ·
Ballabeg ·
4th Milestone ·
5e mijl:
Crosby ·
Crosby Left (Vicarage Corner) ·
Crosby Cross-Roads ·
5th Milestone ·
6e mijl:
Crosby Hill (Ballaglonney Hill of Halfway Hill) ·
Halfway House (The Waggon & Horses) ·
St Trinian's ·
The Highlander ·
Greeba Verandah ·
Pear Tree Cottage ·
Greeba Castle ·
6th Milestone ·
7e mijl:
Appledene (Shimmin's Corner) ·
Central Valley (Greeba Gap) ·
Greeba Bridge ·
The Hawthorn ·
Knock Breck ·
Gorse Lea ·
7th Milestone ·
8e mijl:
Ballagarraghyn ·
Ballacraine ·
Ballaspur ·
Ballig ·
8th Milestone ·
9e mijl:
Ballig Bridge ·
Doran's Bend ·
Laurel Bank ·
9th Milestone ·
10e mijl
Glen Moar Mill ·
Black Dub ·
Quarter-Distance Marker ·
The Vaish ·
Glen Helen (Glen Rhenass) ·
Sarah's Cottage ·
Creg Willey's Hill ·
10th Milestone ·
11e mijl:
Lambfell Beg ·
Lambfell (Moar) Cottage ·
Cronk-y-Voddy (Cronk-y-Voddy Straight) ·
Cronk-y-Voddy Cross Roads ·
Molyneux's ·
Cronk Bane Farm ·
11th Milestone ·
12e mijl:
Drinkwater's Bend ·
Handley's Corner (Cronk-y-Fedjag, Ballamenagh) ·
12th Milestone ·
13e mijl:
McGuinness's (Shoughlaigue Bridge) ·
Ballaskyr ·
Barregarrow Cross Roads (Cronk Aashen) ·
Barregarrow ·
Little Bray ·
Barregarrow Bottom ·
Cammal Farm ·
Cronk Urleigh ·
13th Milestone ·
14e mijl:
Ballalonna Bridge ·
Westwood Corner ·
Ballakinnag ·
14th Milestone ·
15e mijl:
Douglas Road Corner ·
Glen Wyllin Corner ·
The Mitre ·
Dave Saville Memorial Seat ·
Kirk Michael ·
The White House ·
15th Milestone ·
16e mijl:
Birkin's Bend ·
Rhencullen ·
Bishopscourt ·
Bishopscourt Farm Bends ·
Bishopscourt Straight ·
Orrisdale North ·
16th Milestone ·
17e mijl:
Dub Cottage (Bishop's Dub) ·
Alpine Cottage ·
Balla Cobb ·
17th Milestone ·
18e mijl:
Ballaugh Bridge ·
Ballaugh ·
Gwen's ·
Ballacrye Corner ·
Ballacrye ·
18th Milestone ·
19e mijl:
Quarry Bends ·
Ballavolley ·
Wildlife Park ·
Sulby Straight ·
Half-distance Marker ·
19th Milestone ·
20e mijl:
Sulby ·
Sulby Glen Hotel ·
Sulby Crossroads ·
Sulby Bridge ·
20th Milestone ·
21e mijl:
Ginger Hall ·
Kerrowmoar ·
21st Milestone ·
22e mijl:
Glen Duff ·
Glentramman ·
Temple Corner (Water Through Corner) ·
Glentramman Loop Road ·
Churchtown ·
Caravan ·
22nd Milestone ·
23e mijl:
Lezayre War Memorial ·
Ballakillingan ·
Conker Fields ·
K-tree ·
Sky Hill ·
Milntown Cottage (Pinfold Cottage) ·
Milntown Bridge (Glen Auldyn Bridge) ·
Milntown ·
Gardener's Lane ·
23rd Milestone ·
24e mijl:
Lezayre Road ·
School House Corner (Crossags, Russel's Corner) ·
Parliament Square ·
Queen's Pier Road ·
Ramsey Depot ·
Cruickshanks Corner ·
May Hill ·
24th Milestone ·
25e mijl:
Whitegates ·
Stella Maris ·
Ramsey Hairpin ·
Little Gooseneck ·
Water Works Corner ·
Ballure Reservoir ·
Mountain Section ·
Tower Bends ·
25th Milestone ·
26e mijl:
Gooseneck ·
Joey's (26th Milestone) ·
27e mijl:
Guthrie's Memorial ·
The Cutting ·
27th Milestone ·
28e mijl:
Milligan's Bridge ·
Mountain Mile ·
28th Milestone ·
29e mijl:
Three-Quarter distance marker ·
Mountain Box (East Mountain Gate, East Snaefell Gate) ·
29th Milestone ·
30e mijl:
Casey's (Rice's Corner, George's Folly) ·
Black Hut (Stonebreakers Hut, Shepherd's Hut) ·
John Smyth Memorial Shelter ·
Verandah ·
30th Milestone ·
31e mijl:
Bungalow Bridge ·
Stonebridge ·
Les Graham Memorial ·
Bungalow Bends ·
McIntyre Box ·
Murray's Museum ·
Joey Dunlop Memorial ·
The Bungalow ·
31st Milestone ·
32e mijl:
Hailwood's Rise ·
Hailwood's Height ·
Brandywell (West Mountain Gate, Beinn-y-Phott Gate, Bungalow Gate) ·
Duke's (32nd Milestone) ·
33e mijl:
Windy Corner (Nobles Corner) ·
Nobles Park Road ·
Slieu Lhost Quarry ·
Thirty-Third (33rd Milestone) ·
34e mijl:
Keppel Gate (Clarke's Corner) ·
Kate's Cottage (Shepherd's House) ·
34th Milestone ·
35e mijl:
Creg-ny-Baa (the Keppel Hotel) ·
Gob-ny-Geay (Sunny Orchard) ·
35th Milestone ·
36e mijl:
Brandish Corner (Telegraph Hill, O'Donnell's en Upper Hillberry Corner) ·
Hillberry Corner ·
36th Milestone ·
37e mijl:
Glen Dhoo Farm ·
Hillberry Road ·
Cronk-ny-Mona ·
Johnny Watterson's Lane ·
Signpost Corner ·
Bedstead Corner ·
The Nook ·
37th Milestone ·
38e mijl:
Bemahague ·
Governor's Bridge ·
Governor's Dip ·
Glencrutchery Road ·
38th Milestone